# Verpillières
Pour les articles homonymes, voir La Verpillière (homonymie).
Verpillières est une commune française située dans le département de la Somme en région Hauts-de-France.

## Géographie

### Localisation
Verpillières est un village picard situé au sein de la région naturelle du Santerre et du pays du Vermandois.
Limitrophe de Roye, la localité est située à 18 km au nord-est de Montdidier, 16 km au nord-ouest de Noyon, 28 km au nord de Compiègne, 39 km au sud-ouest de Saint-Quentin et à 46 km au sud-est d'Amiens.
Le territoire de la commune est limitrophe de ceux de cinq communes.
Les communes limitrophes sont Amy, Avricourt, Beuvraignes, Roiglise et Roye.

### Hydrographie

#### Réseau hydrographique
La commune est située dans le bassin Artois-Picardie. Elle est drainée par l'Avre.
L'Avre, d'une longueur de 66 km, prend sa source dans la commune de Amy, à 81 m d'altitude, et se jette  dans la Somme à Longueau, à 24 m d'altitude, après avoir traversé 31 communes.

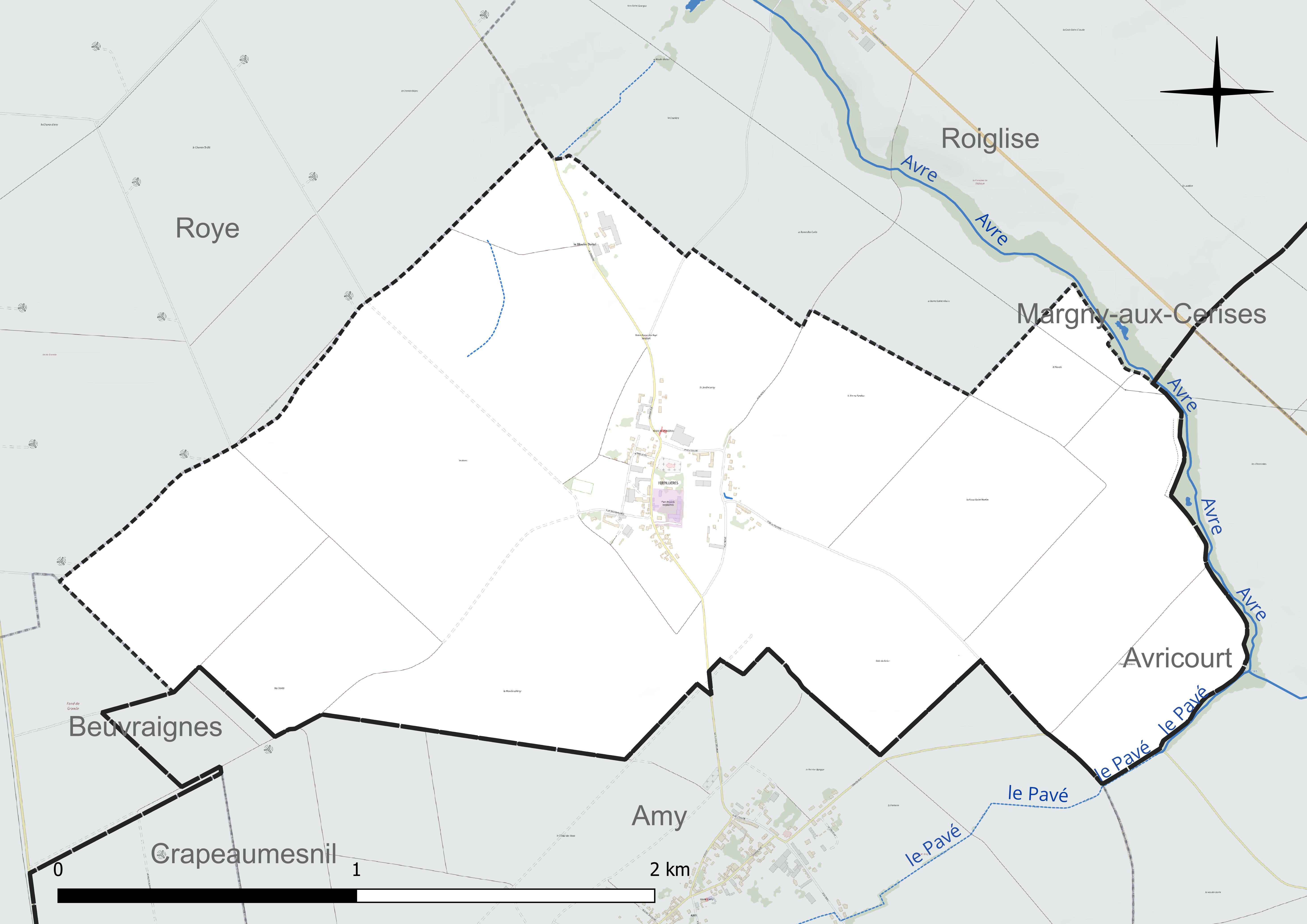
Réseau hydrographique de Verpillières.

#### Gestion et qualité des eaux
Le territoire communal est couvert par le schéma d'aménagement et de gestion des eaux (SAGE) « Somme aval et Cours d'eau côtiers ». Ce document de planification concerne un territoire de 1 835 km2 de superficie, délimité par le bassin versant de la Somme canalisée. Le périmètre a été arrêté le 29 avril 2010 et le SAGE proprement dit a été approuvé le 6 août 2019. La structure porteuse de l'élaboration et de la mise en œuvre est le syndicat mixte d'aménagement hydraulique du bassin versant de la Somme (AMEVA).
La qualité des cours d'eau peut être consultée sur un site dédié géré par les agences de l'eau et l'Agence française pour la biodiversité.

### Climat
Pour des articles plus généraux, voir Climat des Hauts-de-France et Climat de la Somme.
En 2010, le climat de la commune est de type climat océanique dégradé des plaines du Centre et du Nord, selon une étude du CNRS s'appuyant sur une série de données couvrant la période 1971-2000. En 2020, Météo-France publie une typologie des climats de la France métropolitaine dans laquelle la commune est exposée à un climat océanique et est dans la région climatique Nord-est du bassin Parisien, caractérisée par un ensoleillement médiocre, une pluviométrie moyenne régulièrement répartie au cours de l'année et un hiver froid (3 °C).
Pour la période 1971-2000, la température annuelle moyenne est de 10,4 °C, avec une amplitude thermique annuelle de 14,5 °C. Le cumul annuel moyen de précipitations est de 699 mm, avec 11,3 jours de précipitations en janvier et 8,7 jours en juillet. Pour la période 1991-2020, la température moyenne annuelle observée sur la station météorologique la plus proche, située sur la commune de Rouvroy-en-Santerre à 14 km à vol d'oiseau, est de 10,8 °C et le cumul annuel moyen de précipitations est de 635,8 mm,. Pour l'avenir, les paramètres climatiques de la commune estimés pour 2050 selon différents scénarios d'émission de gaz à effet de serre sont consultables sur un site dédié publié par Météo-France en novembre 2022.

## Urbanisme

### Typologie
Au 1er janvier 2024, Verpillières est catégorisée commune rurale à habitat dispersé, selon la nouvelle grille communale de densité à sept niveaux définie par l'Insee en 2022.
Elle est située hors unité urbaine. Par ailleurs la commune fait partie de l'aire d'attraction de Roye, dont elle est une commune de la couronne,. Cette aire, qui regroupe 35 communes, est catégorisée dans les aires de moins de 50 000 habitants,.

### Occupation des sols
L'occupation des sols de la commune, telle qu'elle ressort de la base de données européenne d'occupation biophysique des sols Corine Land Cover (CLC), est marquée par l'importance des territoires agricoles (100 % en 2018), une proportion identique à celle de 1990 (100 %). La répartition détaillée en 2018 est la suivante : 
terres arables (100 %). L'évolution de l'occupation des sols de la commune et de ses infrastructures peut être observée sur les différentes représentations cartographiques du territoire : la carte de Cassini (XVIIIe siècle), la carte d'état-major (1820-1866) et les cartes ou photos aériennes de l'IGN pour la période actuelle (1950 à aujourd'hui).

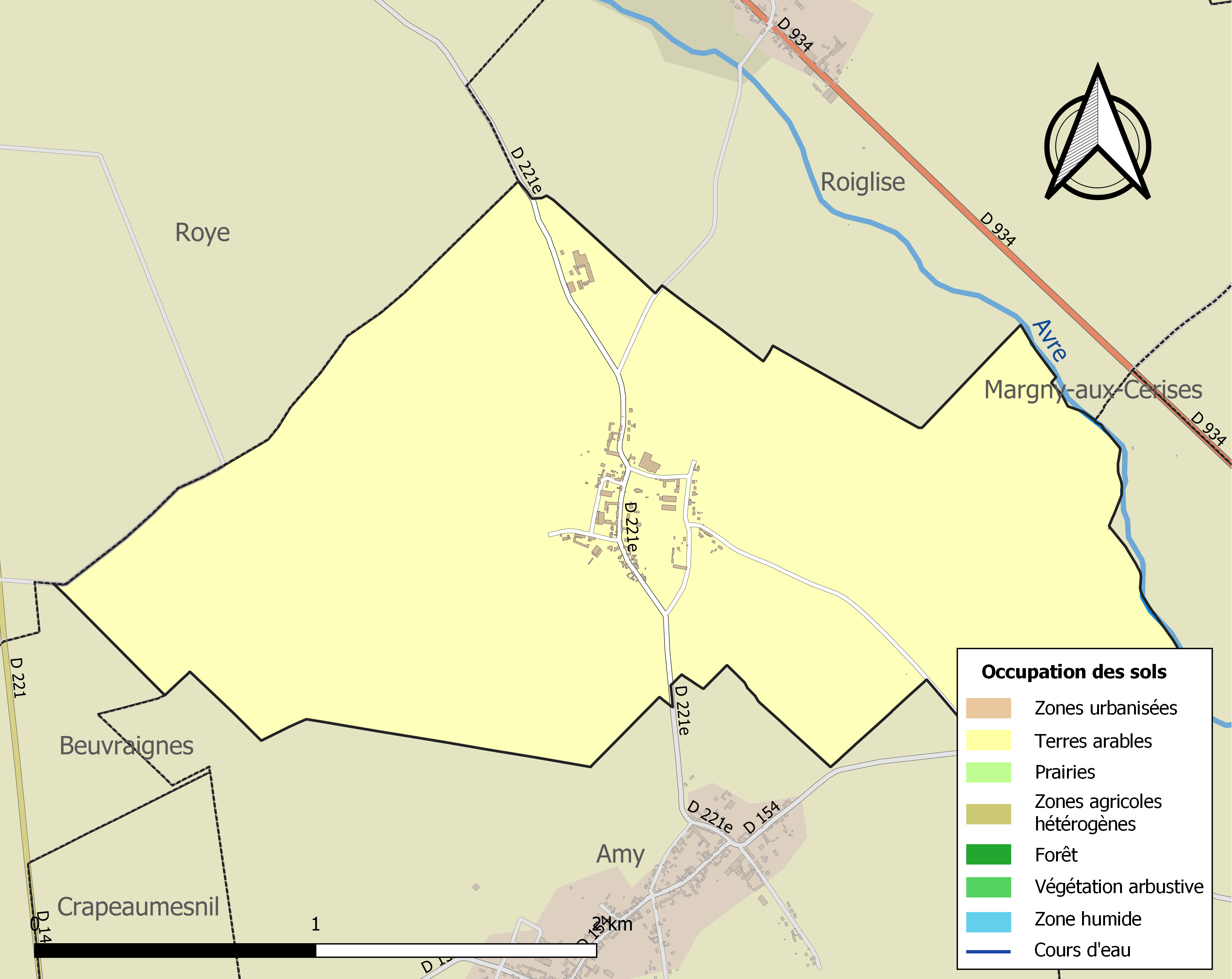
Carte des infrastructures et de l'occupation des sols de la commune en 2018 (CLC).

### Voies de communication et transports
La commune est desservie, en 2023, par la ligne 674 du réseau interurbain de l'Oise.

## Toponymie
Le nom de la localité est attesté sous les formes Velpillieur (1167) ; Welpeiliers (117.) ; Gerpillerii (1195) ; Gorpillers (12..) ; Gorpillieres (1215) ; Verpilieres (1308) ; Werpillieres (1320) ; Werpelieres (xve siècle) ; Verpillières (1562) ; Verpillier (1567) ; Verpelliers (1648) ; Verpillière (1728) ; Verpillère (1733) ; Verpilliers (1764) ; Verpillierres (1790).
« Lieu fréquenté par les renards ».

## Histoire
Première guerre mondiale
La commune garde un vestige (blockhaus) des fortifications allemandes durant la guerre de position de 1914 à 1917.
Seconde Guerre mondiale
À cheval sur Verpillières et la commune voisine d'Amy (Oise), l'armée française avait implanté un aérodrome en 1939. Pendant l'Occupation, il a servi à la Luftwaffe, puis a été utilisé par les Américains à la Libération.

## Politique et administration
| Période                                  | Période                       | Identité         | Étiquette | Qualité |
| ---------------------------------------- | ----------------------------- | ---------------- | --------- | ------- |
| Les données manquantes sont à compléter. |                               |                  |           |         |
| avant 1988                               |                               | Christian Haguet | DVD       |         |
| Les données manquantes sont à compléter. |                               |                  |           |         |
| mars 2001                                | juillet 2020                  | Philippe Haguet  |           |         |
| juillet 2020                             | En cours (au 17 juillet 2020) | Jocelyne Levert  |           |         |

## Population et société

### Démographie
L'évolution du nombre d'habitants est connue à travers les recensements de la population effectués dans la commune depuis 1793. Pour les communes de moins de 10 000 habitants, une enquête de recensement portant sur toute la population est réalisée tous les cinq ans, les populations de référence des années intermédiaires étant quant à elles estimées par interpolation ou extrapolation. Pour la commune, le premier recensement exhaustif entrant dans le cadre du nouveau dispositif a été réalisé en 2008.

En 2022, la commune comptait 167 habitants, en évolution de +5,7 % par rapport à 2016 (Somme : −1,26 %, France hors Mayotte : +2,11 %).
| 1793 | 1800 | 1806 | 1821 | 1831 | 1836 | 1841 | 1846 | 1851 |
| ---- | ---- | ---- | ---- | ---- | ---- | ---- | ---- | ---- |
| 203  | 207  | 204  | 170  | 174  | 184  | 176  | 170  | 172  |

| 1856 | 1861 | 1866 | 1872 | 1876 | 1881 | 1886 | 1891 | 1896 |
| ---- | ---- | ---- | ---- | ---- | ---- | ---- | ---- | ---- |
| 158  | 148  | 158  | 157  | 150  | 158  | 153  | 160  | 138  |

| 1901 | 1906 | 1911 | 1921 | 1926 | 1931 | 1936 | 1946 | 1954 |
| ---- | ---- | ---- | ---- | ---- | ---- | ---- | ---- | ---- |
| 140  | 149  | 134  | 147  | 137  | 172  | 170  | 147  | 153  |

| 1962 | 1968 | 1975 | 1982 | 1990 | 1999 | 2006 | 2008 | 2013 |
| ---- | ---- | ---- | ---- | ---- | ---- | ---- | ---- | ---- |
| 160  | 159  | 122  | 142  | 161  | 169  | 170  | 168  | 157  |

| 2018 | 2022 | - | - | - | - | - | - | - |
| ---- | ---- | - | - | - | - | - | - | - |
| 172  | 167  | - | - | - | - | - | - | - |

## Culture locale et patrimoine

### Lieux et monuments
L'église Saint-Martin, bâtie au cours du XVIIe siècle, a été très abimée par la Grande Guerre. Fin août 1915, les occupants allemands ont fait sauter le clocher. Les travaux de restauration, confiés à l'architecte M. Montant, ont commencé en 1926 et la nouvelle cloche a été baptisée en 1932.
La chapelle Notre-Dame-des-Sept-Douleurs a d'abord été édifiée après la guerre de 1870. Détruite au cours de la Première Guerre mondiale, elle a été remplacée en 1926 par un édifice en brique et pierre ; son fronton est couvert d'inscriptions qui précisent sa vocation.

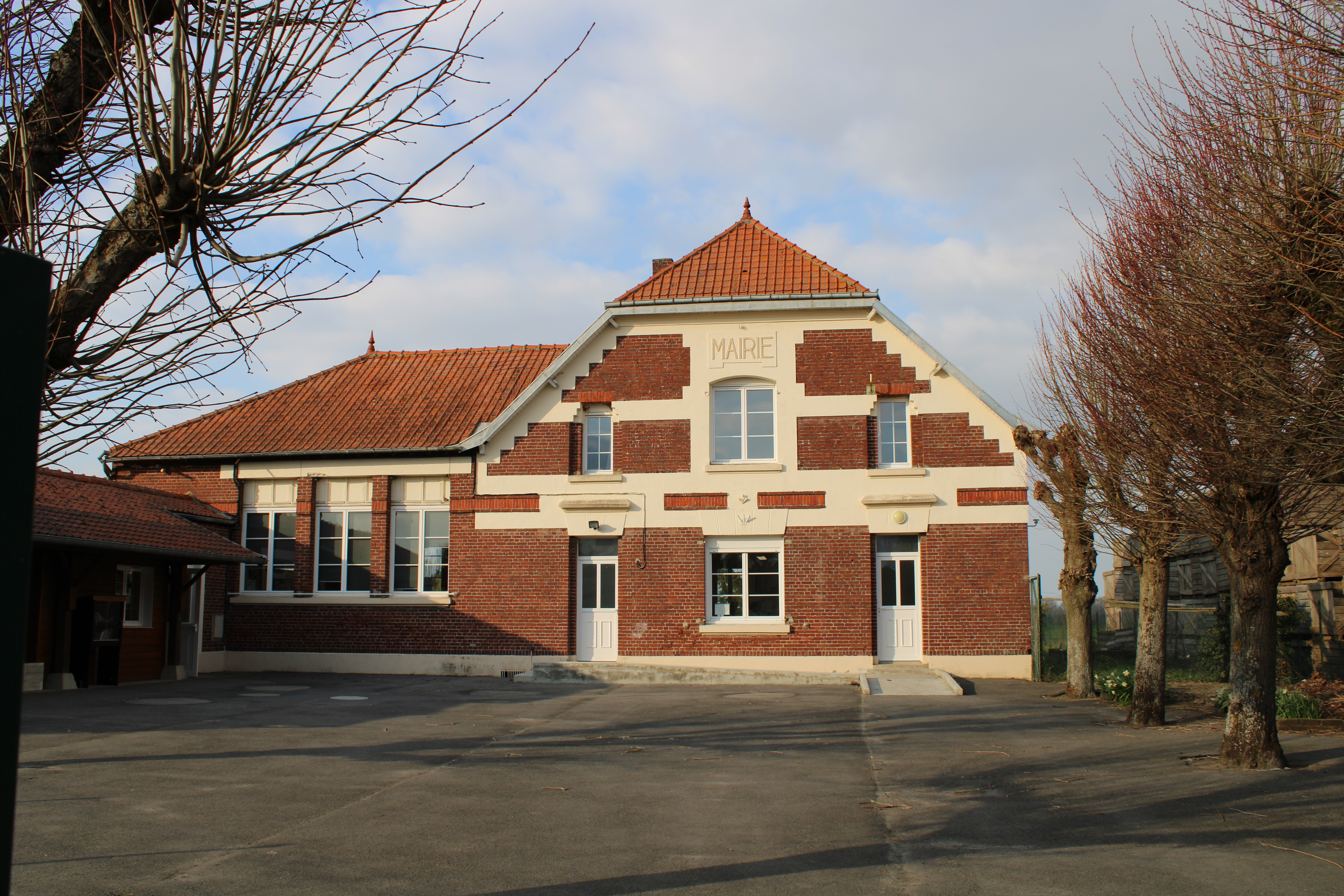
La mairie.
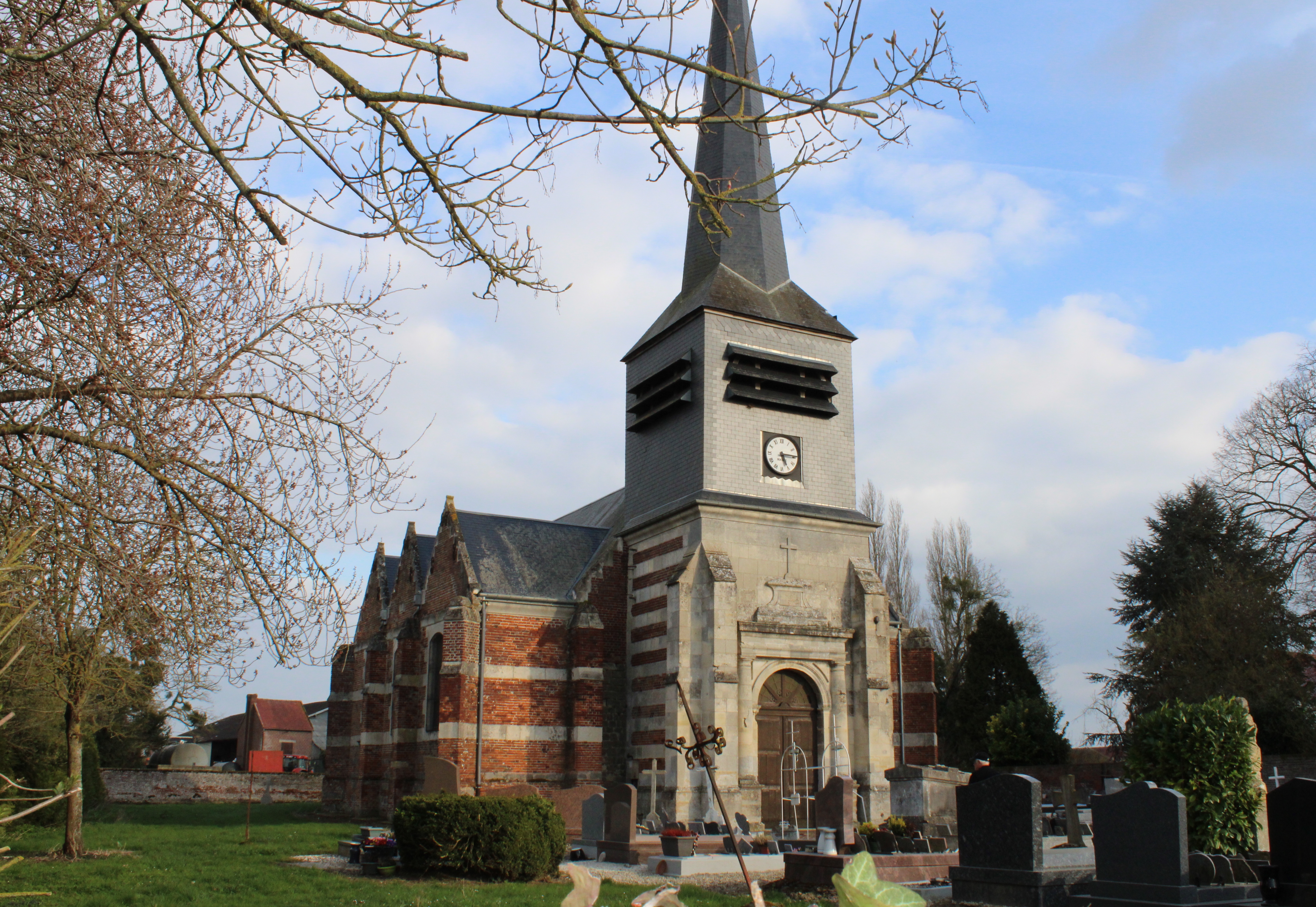
L'église.
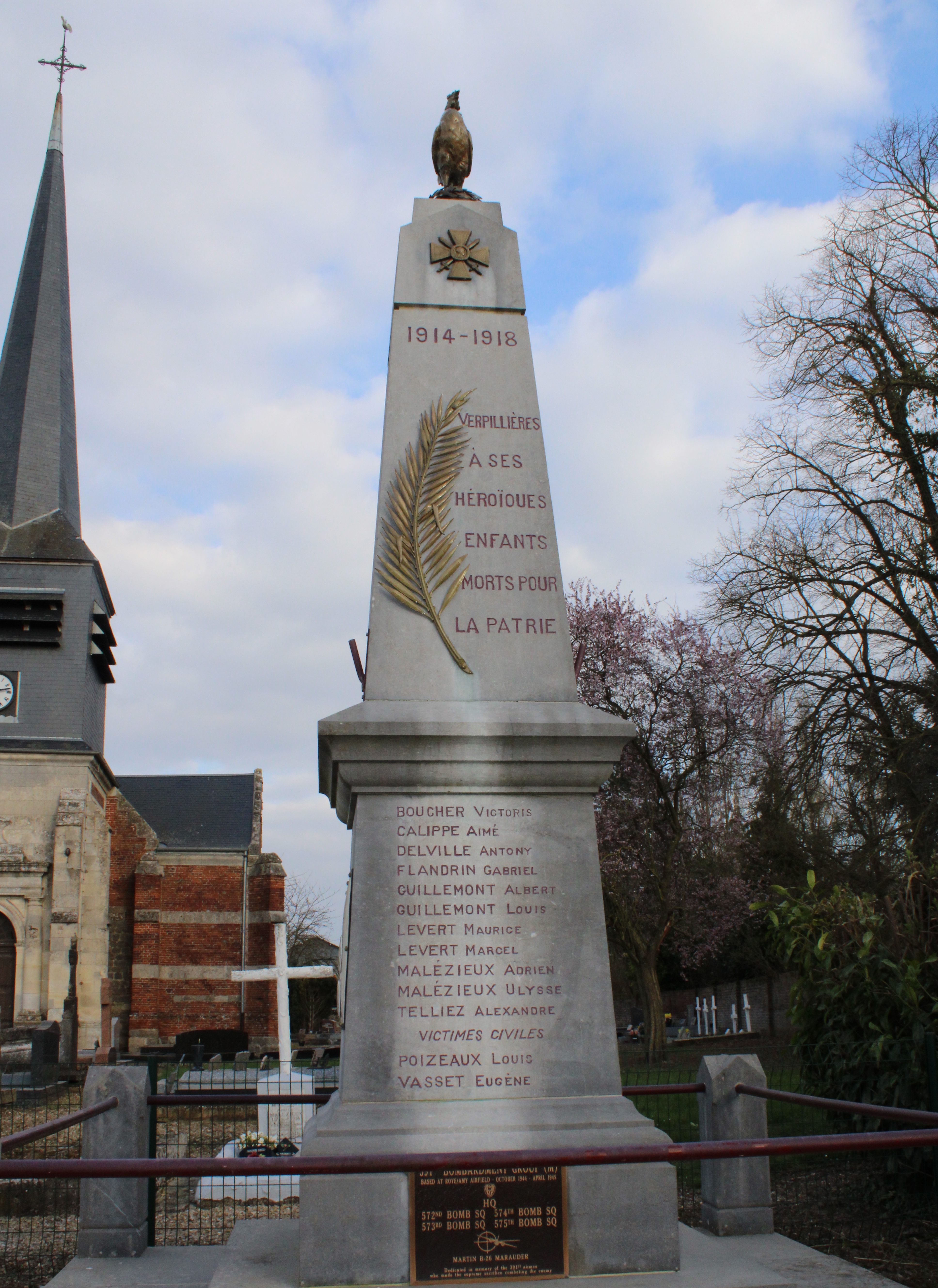
Le monument aux morts.